# 京都府道・滋賀県道30号下鴨大津線
京都府道・滋賀県道30号下鴨大津線（きょうとふどう・しがけんどう30ごう しもがもおおつせん）は、京都府京都市左京区から滋賀県大津市に至る主要地方道に指定された府県道である。

## 概要
古くからある街道であり、特に山間部については志賀越道（しがごえみち）、山中越（やまなかごえ）などとも呼ばれるほか、かつては今道越、安土海道などとも呼ばれていた。
京の七口の一つ、荒神口から近江国に至る古くからの街道である志賀越道の一部を継承した路線である。このため、さまざまな名称が現在まで残っている。

### 路線データ
- 起点：京都市左京区[1]（下鴨泉川町＝京都府道32号下鴨京都停車場線交点）
- 終点：大津市[1]（柳が崎交差点＝滋賀県道558号高島大津線交点）
- 重要な経過地：なし[1]

## 歴史
古くからある街道で、志賀越道、白川街道、白川越、安土海道などの名称が残る。滋賀郡山中村（現在の大津市山中町）で峠を越えることから山中越（山中越え）、かつては如意越に対する新道という意味から今道越とも呼称されており、京都から坂本や北陸道への利便性が高い道として認知されていたという。
1934年（昭和9年）に自動車が通過できる道路が京津間で開通した。
現代においては、道路法（昭和27年法律第180号）第7条の規定に基づき、当初は一般府県道として認定された。同法第56条の規定に基づき、1971年の第3次主要地方道指定時に建設省（当時）から主要地方道として指定された。
京都市内部分の交通緩和のため、1973年（昭和48年）5月に京都市左京区修学院大林町（白川通北山交差点付近）から滋賀県境付近まで延長3.1kmのバイパス建設が計画されたことがあるが、地元の強い反対で撤回された。

### 年表
- 1958年（昭和33年）7月26日 - 滋賀県が一般県道318号大津下鴨線として県道路線認定[7]。
- 1959年（昭和34年）12月18日 - 京都府が下鴨大津線（左京区下鴨宮河町 - 大津市）として府道路線認定。整理番号は一般地方道2号[8][注釈 2]
- 1971年（昭和46年）6月26日 - 建設省が府県道下鴨大津線を主要地方道に指定[9]。
- 1972年（昭和47年）3月21日 - 滋賀県が現行の路線名に改称し、路線番号を346に改番する[10][注釈 3]。
- 1972年（昭和47年）3月28日 - 京都府が主要地方道の認定路線表に49号として加える[11]とともに、一般地方道の認定路線表から2号を削除[12]。
- 1983年（昭和58年）2月1日 - 京都府が路線番号を主要地方道30に変更[1]。
- 1990年（平成2年）9月17日 - 滋賀県が路線番号を30に変更して京都府と統一[13]。
- 2002年（平成14年）7月15日 - ドリフト走行を封じるため大津土木事務所が滋賀県側の頂上付近300mの区間にグルービング舗装を施工[14]。
- 2021年（令和3年）8月14日 - 滋賀県側で集中豪雨。片側1車線が約15mにわたって陥没したほか、倒木が道路をふさぎ通行止めとなった。同月16日までに片側一車線で復旧[15]。

## 路線状況

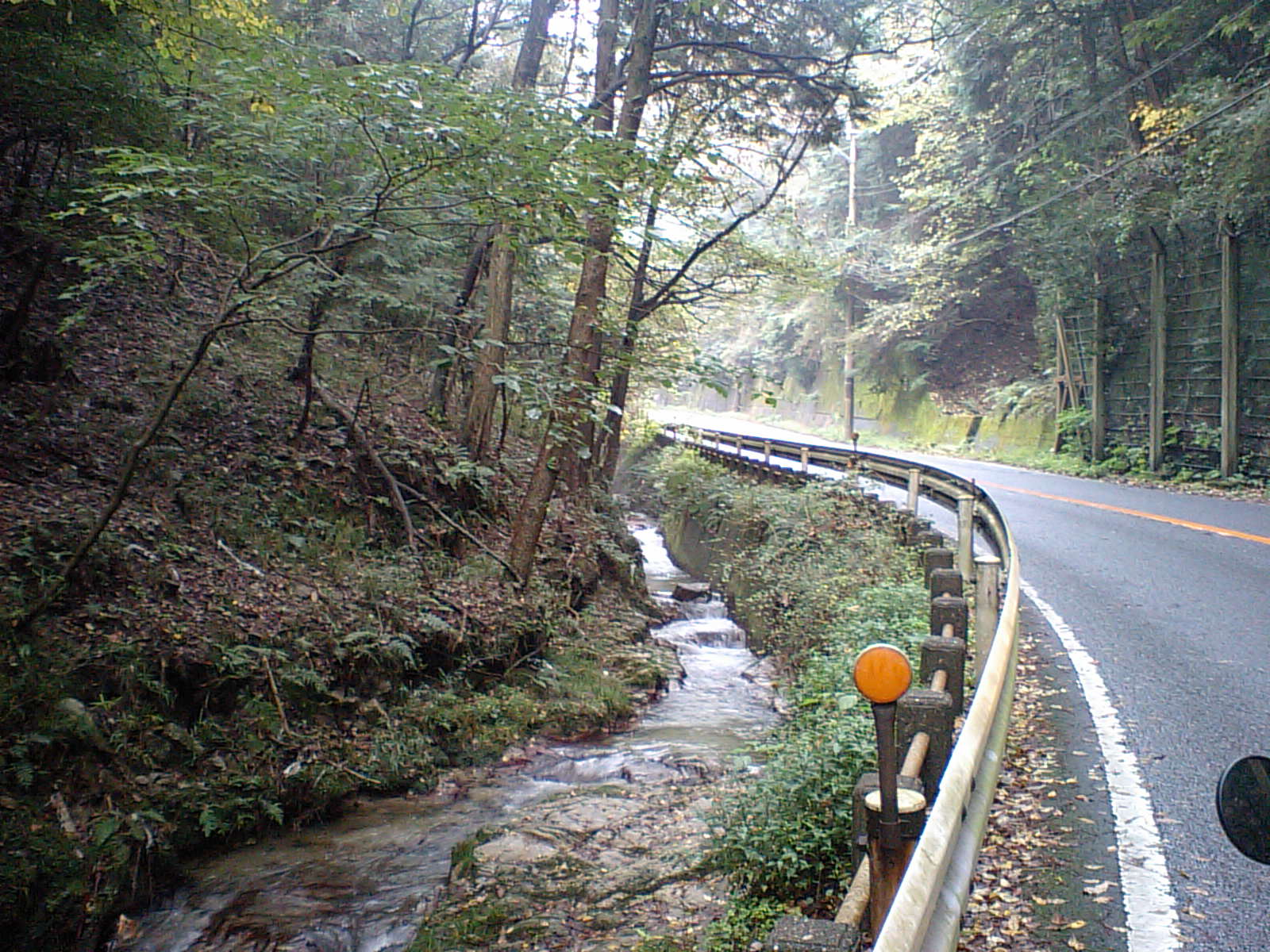
北白川の山間部、地蔵谷町近辺。ほどなく滋賀県大津市となる。

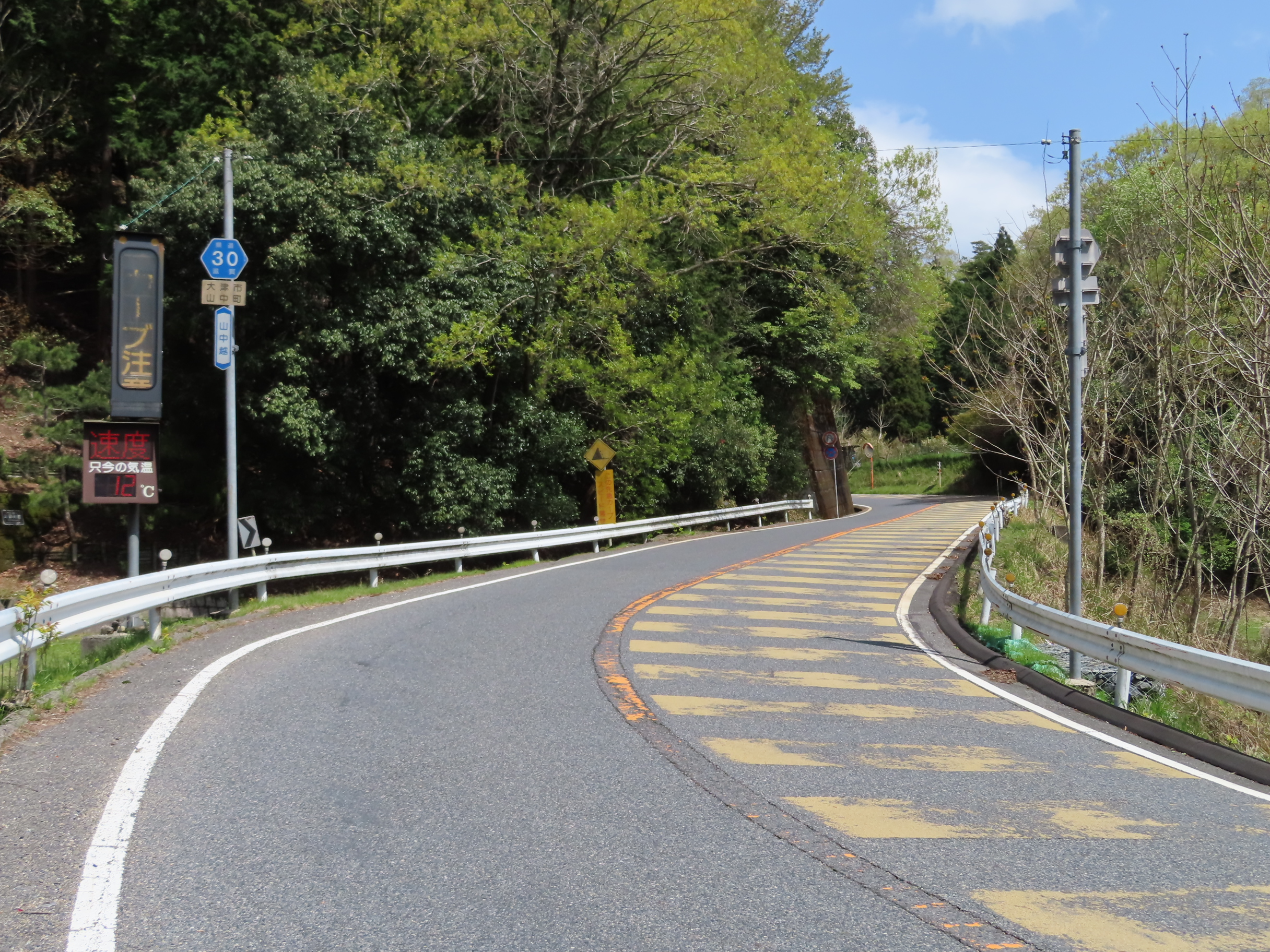
山中町の山間部（山中越）

比叡平および比叡山頂・延暦寺と京都・大津両市方面の間には路線バスが運行されている。府県境を中心に8.5 kmの異常気象時通行規制区間が存在するため、大雨の際には走行に注意を要する。
また、降雪時にはノーマルタイヤ（非スタッドレスタイヤ）による走行は難しくなり、県境付近が通行止になることもある。

### 通称・バイパス
志賀越道や山中越の通称については#歴史セクションを参照のこと。
御蔭通
起点から北白川山ノ元町までの京都市内の東西の通り。通りの東端で志賀越道と接しており、このうち大津方面が府道の経路となっている。
山中バイパス
大津市山中町の集落を貫く旧道に代わるバイパス道路として整備された。
神宮道
近江神宮前から柳ヶ崎交差点にかけての名称。近江神宮の創建とともに付近を流れる柳川をつけかえ、旧柳川を道路化したもの。1945年までにアメリカ陸軍がまとめた1930年代の大津市街の地図にも現在の神宮道が堤防を持った河川として描かれ、江若鉄道の線路が旧柳川を橋で渡っているのが確認できる。

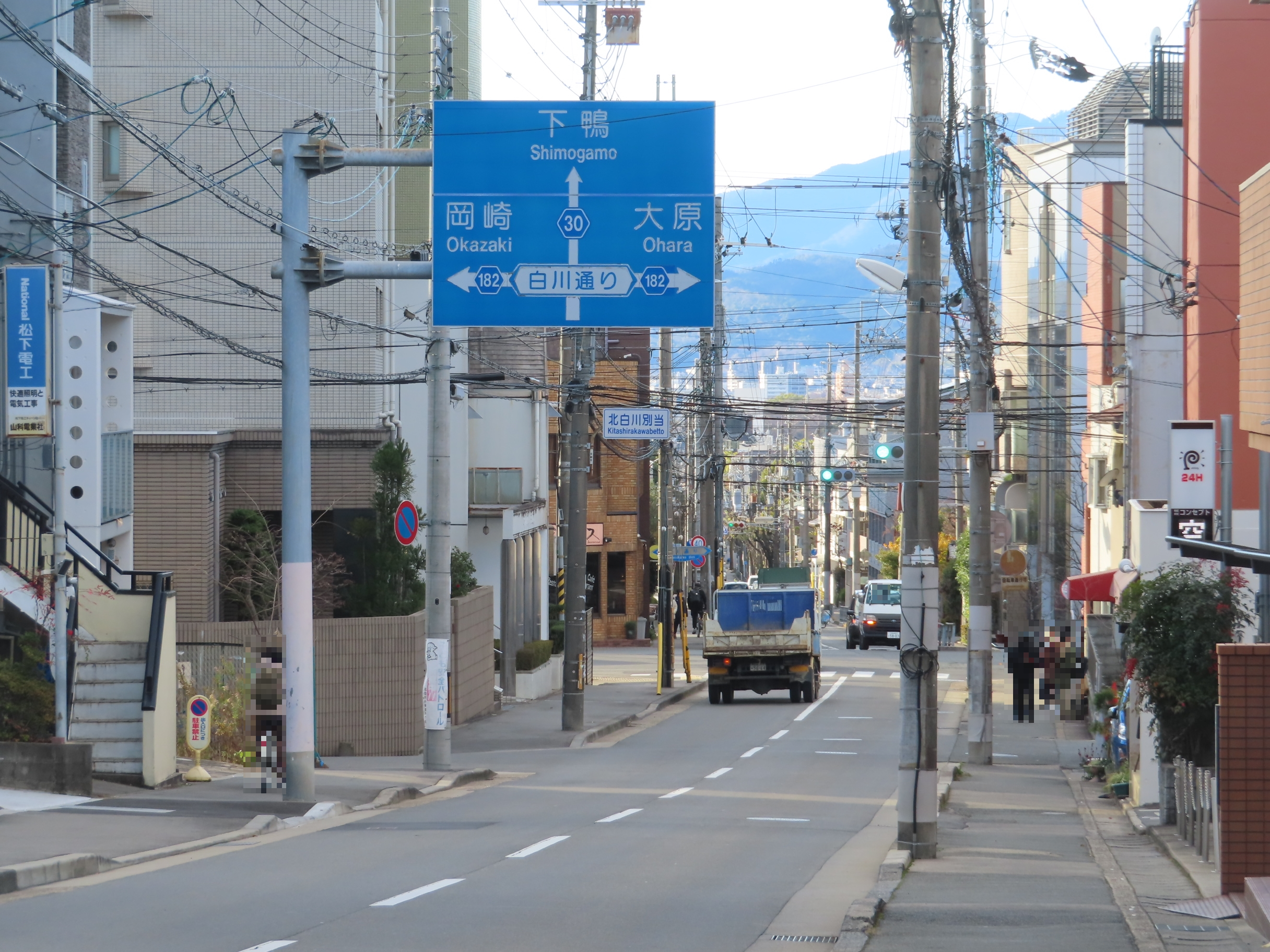
北白川別当交差点付近の御蔭通
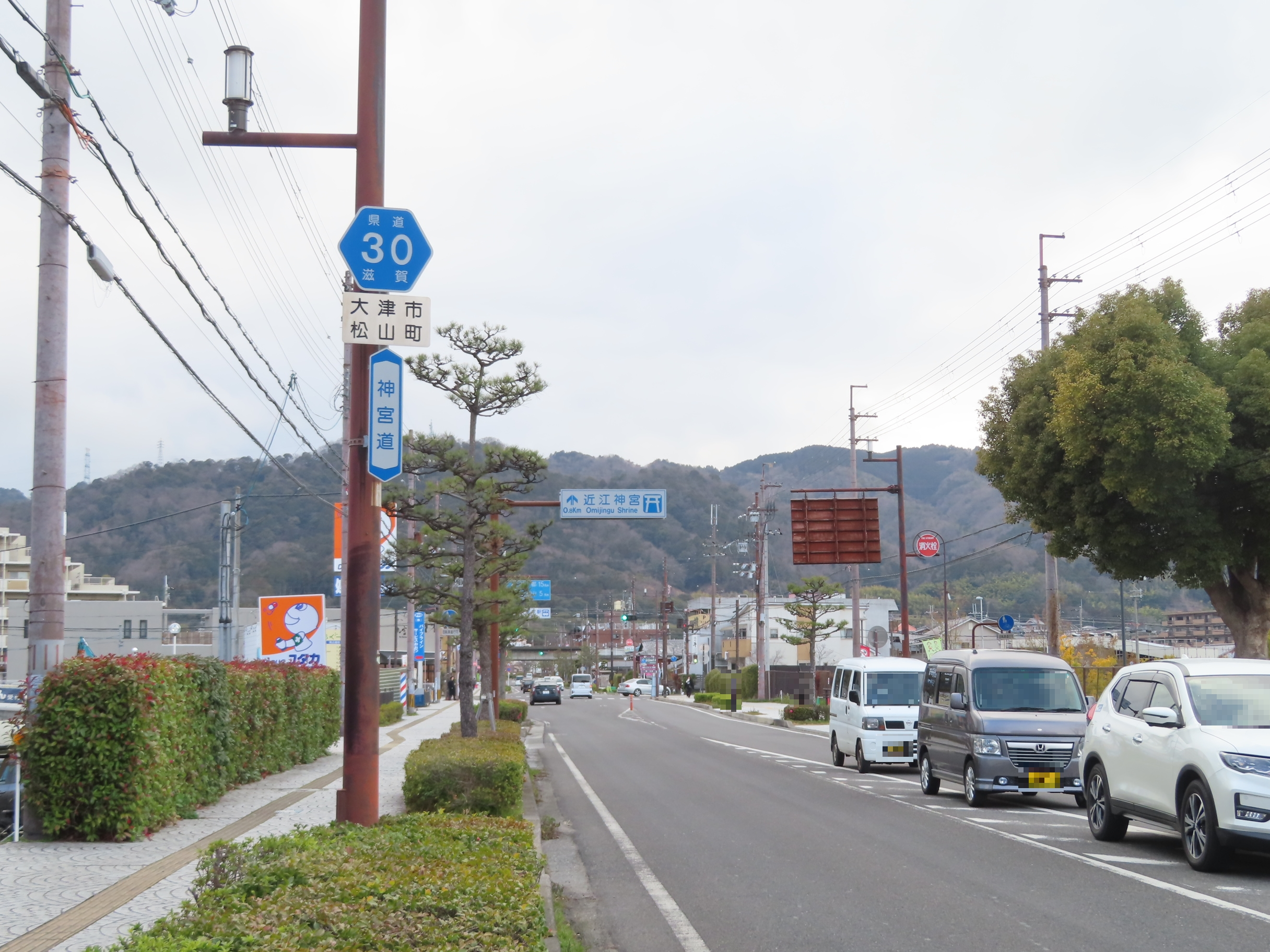
大津市松山町の神宮通

### 重複区間
- 滋賀県道47号伊香立浜大津線（大津市神宮町 地内）

### 交通量
2005年度（平成17年度道路交通センサスより）
平日24時間交通量（台）
- 大津市比叡平三丁目：5,554

### 異常気象時通行規制
山中越に府県境を跨いで通行規制区間が存在する。管理者と規制内容が異なるため、分けて記述する。
京都市左京区北白川琵琶町 - 京都市左京区北白川重石町（延長2.0 km）
2012年7月24日から連続雨量130mmで通行止に改訂された。規制解除条件は、1時間あたりの降雨量0mmが4時間継続した場合としている。
大津市山中町 - 南志賀1丁目（延長6.5 km）
連続雨量90mmで通行止となる。規制解除条件は、1時間あたりの降雨量2mm以下が3時間継続した場合としている。

## 地理

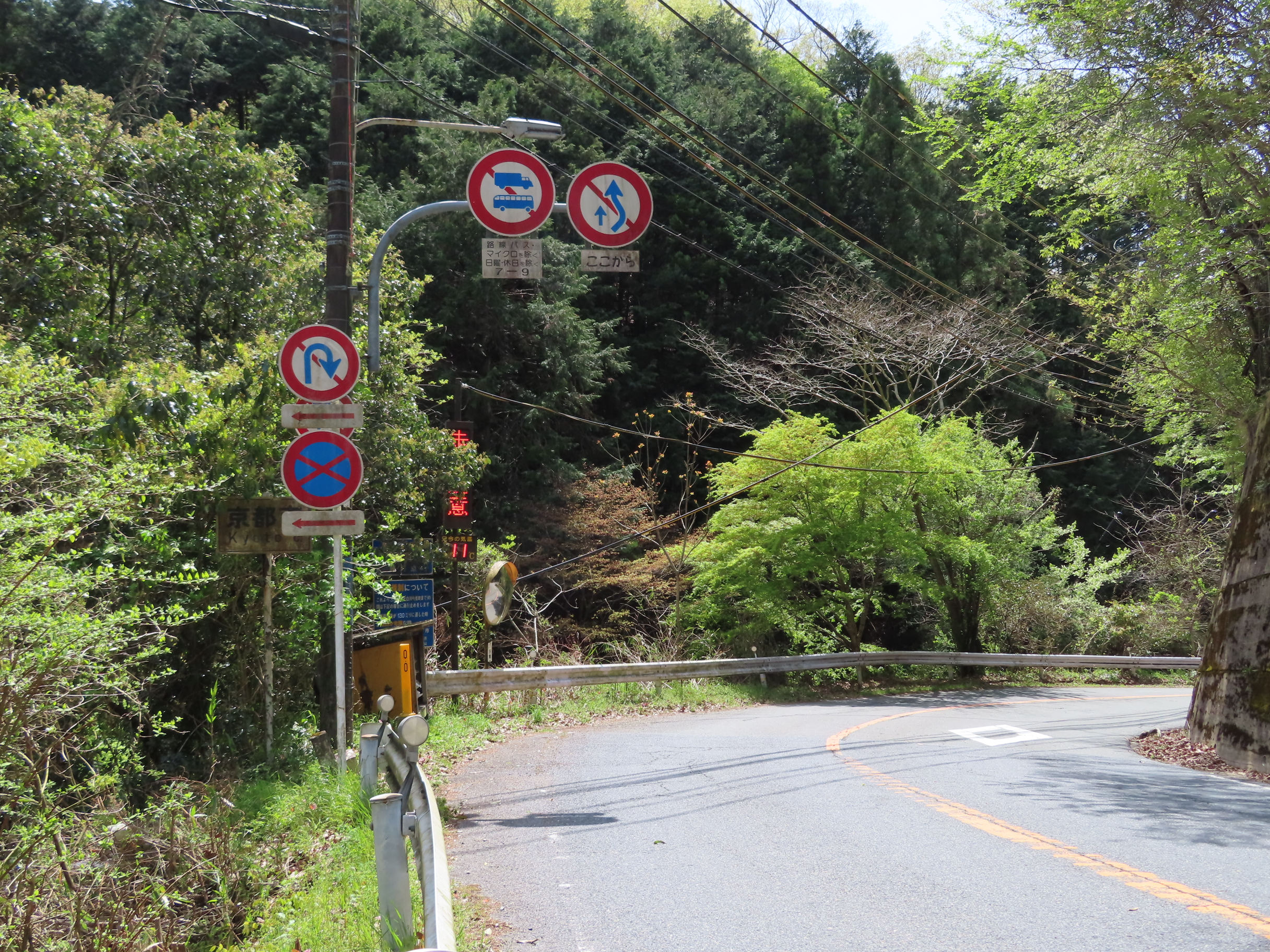
府県境（滋賀県から京都府に向けて撮影）

府県境近くに造成された新興住宅地である比叡平は田ノ谷峠附近の山上に位置し、大津市街地側には琵琶湖と大津市街を臨む夜景を眺めることができる場所が点在している。

### 通過する自治体
- 京都府
  - 京都市（左京区）
- 滋賀県
  - 大津市

### 交差する道路
- 京都府京都市左京区
  - 京都府道32号下鴨京都停車場線（下鴨本通）：下鴨泉川町（起点）
  - 川端通：高野蓼原町
  - 京都市道181号京都環状線（東大路通＝東山通）：田中里ノ前交差点
  - 京都市道182号蹴上高野線（白川通）：北白川別当交差点
- 滋賀県大津市
  - 比叡山ドライブウェイ：山上町
  - 国道161号西大津バイパス：南志賀ランプ・近江神宮ランプ
  - 滋賀県道47号伊香立浜大津線：神宮町・神宮前交差点）
  - 滋賀県道558号高島大津線西近江路：松山町・柳が崎交差点（終点）

### 沿線
- 下鴨神社（世界遺産）、糺の森
- 下鴨警察署
- 京都大学吉田キャンパス北部構内
- 京都市立北白川小学校
- 比叡山
- 大津市立比叡平小学校、比叡平幼稚園
- 大津市立志賀小学校
- 近江神宮
- 大津びわこ競輪場
- 柳が崎湖畔公園

### 主な峠
田ノ谷峠
大津市山上町にある標高370mの峠で、京都市と大津市の両市街地からそれぞれ約300m登った地点にある。なお、府県境はここより白川を京都市方面へ下り、山中町の集落を通過した先にある。

## その他
『北白川こども風土記』p.62に、この道を題材に詠まれた和歌が紹介されているので、引用、紹介する。
- 春風の花のにしきにうずもれて 行きもやられぬ志賀の山越 （西行）
- 袖の雪そら吹く風もひとつにて 花に匂える志賀の山越 （定家）